# Centrum Edukacji Obywatelskiej
Centrum Edukacji Obywatelskiej – fundacja zarejestrowana w Polsce w 1994. Instytucja oświatowa i organizacja pozarządowa posiadająca status organizacji pożytku publicznego. Jej głównym celem jest poprawa jakości systemu oświaty, upowszechnianie wiedzy obywatelskiej oraz promowanie praktycznych umiejętności i postaw niezbędnych do budowania demokratycznego państwa prawa i społeczeństwa obywatelskiego.
Działania prowadzone przez Fundację mają zasięg ogólnopolski, corocznie bierze w nich udział kilka tysięcy szkół oraz kilkanaście tysięcy nauczycieli i uczniów. Programy Fundacji obejmują szeroki zakres tematyczny – od doskonalenia zawodowego nauczycieli (CEO promuje tzw. ocenianie kształtujące jako metodę pracy z uczniami) przez programy edukacji społecznej i politycznej (organizowane przy okazji każdych wyborów młodzieżowe prawybory „Młodzi głosują”, obejmujące od 1000 do kilku tysięcy szkół), edukacji kulturowej, historycznej, ekonomicznej, edukacji globalnej i ekologicznej, program wspierający samorządność uczniowską, programy edukacji medialnej.
Większość programów opiera się na założeniu, że w rozwoju człowieka fundamentalne jest pozytywne doświadczenie twórczej aktywności. Osoby, które w trakcie swojej szkolnej edukacji miały tego typu doświadczenia, mają większe poczucie sprawczości, pewności siebie, współodpowiedzialności za swoje środowisko. Realizowanie przez uczniów projektów społecznych umożliwia im nabycie tego typu doświadczeń i rozwinięcie postawy obywatelskiej, a także zdobycie praktycznych umiejętności współpracy i pracy projektowej. Dlatego komponent uczniowskiego projektu społecznego pojawia się w większości programów Fundacji.
Metody realizacji programów to przede wszystkim kursy e-coachingowe, stacjonarne szkolenia, warsztaty i konferencje, indywidualny kontakt koordynatorów z uczestnikami i szkołami, narzędzia internetowe (platforma blogowa, baza materiałów edukacyjnych edutuba.pl, strona www z dużą ilością materiałów pomocniczych na licencji CC), działalność wydawnicza (przede wszystkim podręcznik do wiedzy o społeczeństwie dla gimnazjum – KOSS).
Fundacja CEO przy realizacji programów współpracuje z Ministerstwem Edukacji Narodowej, Ministerstwem Kultury, Ministerstwem Środowiska, Kancelarią Sejmu RP, Instytutem Pamięci Narodowej, Muzeum Powstania Warszawskiego, kuratoriami wojewódzkimi, licznymi organizacjami pozarządowymi (członek koalicji „Masz głos, masz wybór”, „Razem '89", „Koalicja na rzecz otwartej edukacji”)